# Hell-Born
Hell-Born – polska grupa wykonująca muzykę z pogranicza black i death metalu. Zespół powstał w 1996 roku w Sopocie z inicjatywy instrumentalisty Adama Muraszko występującego pod pseudonimem Baal Ravenlock, tuż po jego odejściu z grupy Behemoth.

## Historia

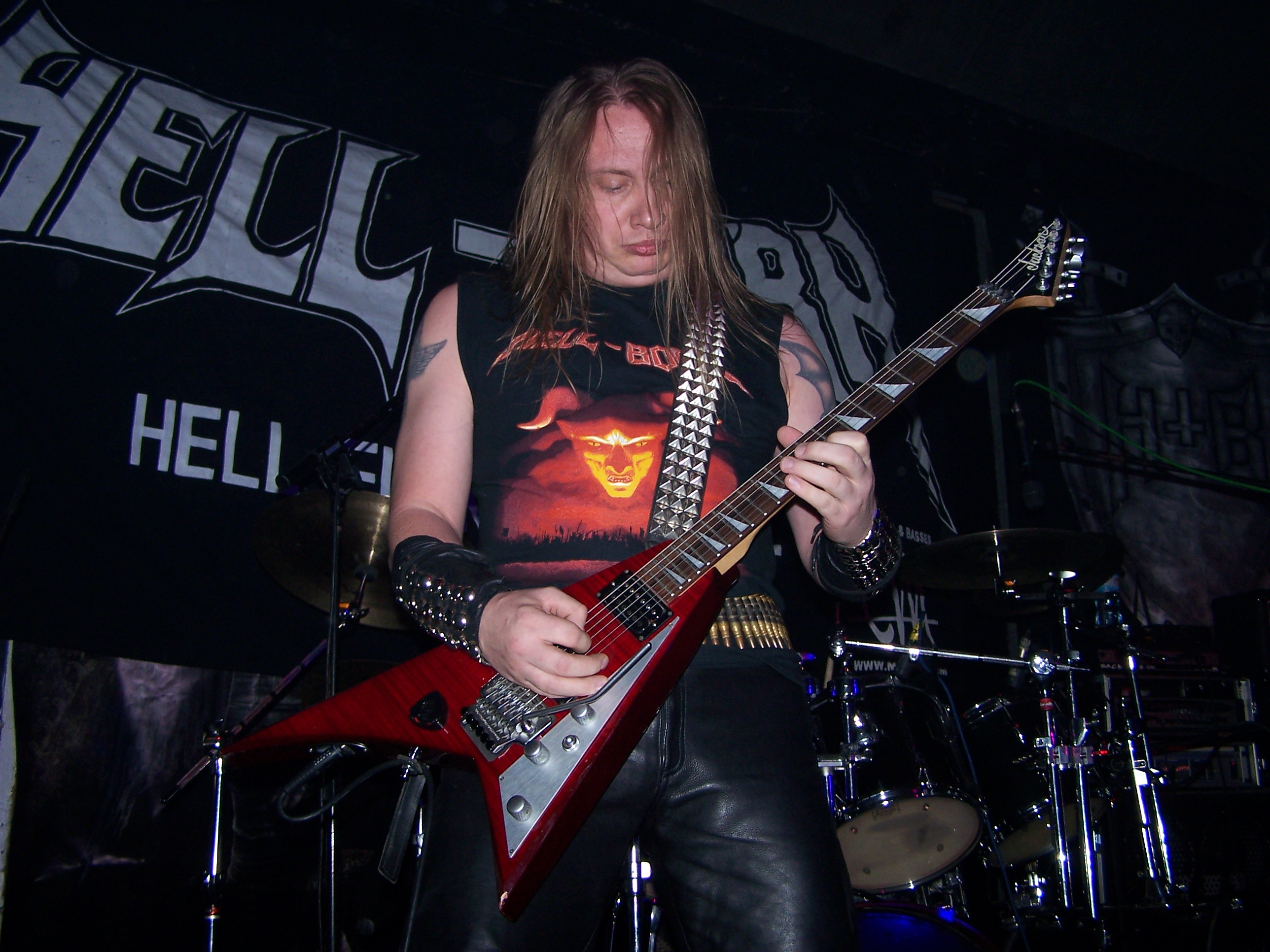
Les - gitarzysta Hell-Born podczas koncertu w katowickim klubie Mega

Zespół Hell-Born powstał 1996 roku w Sopocie z inicjatywy instrumentalisty Adama Muraszko występującego pod pseudonimem Baal Ravenlock, tuż po jego odejściu z grupy Behemoth. Muraszko zaprosił do współpracy znanego z występów w grupie Damnation gitarzystę Leszka Dziegielewskiego. 
Tego samego roku nakładem wytwórni muzycznej Pagan Records ukazał się minialbum pt. Hell-Born na którym Muraszko zagrał na perkusji oraz zaśpiewał, partie gitar natomiast wykonał Dziegielewski. W 2001 roku ukazał się pierwszy album zespołu zatytułowany Hellblast wydany ponownie nakładem Pagan Records. Wydawnictwo zostało zrealizowane w białostockim Studio Hertz z udziałem nowego członka zespołu basistą o pseudonimie Jeff. 
W 2002 roku nakładem wytwórni Conquer Records ukazał się drugi album grupy The Call of Megiddo. Partie perkusji na albumie zarejestrował Sebastian "Basti" Łuszczek, Muraszko natomiast objął stanowisko basisty. Wkrótce potem Łuszczek odszedł z zespołu, a zastąpił go Krzysztof "Mały" Jankowski. W odnowionym składzie zespół nagrał wydany w 2003 roku album Legacy of the Nephilim. 
W 2006 roku z nowym perkusistą o pseudonimie Necrolucas zespół zarejestrował czwarty album Cursed Infernal Steel wydany nakładem Conquer Records. W Stanach Zjednoczonych płytę wydała firma Ibex Moon Records. Album był promowany podczas trasy koncertowej Torment Tour wraz z grupami Hermh, Blindead oraz MasseMord. Grupa dała także koncert w ramach imprezy Night of Armageddon w Białymstoku. Gościnnie na perkusji podczas występu zagrał Zbigniew "Inferno" Promiński członek formacji Behemoth. Wkrótce potem Necrolucas opuścił zespół. Zastąpił go Paweł "Paul" Jaroszewicz z którym w składzie grupa nagrała album Darkness wydany w 2008 roku nakładem Witching Hour Productions.

## Muzycy

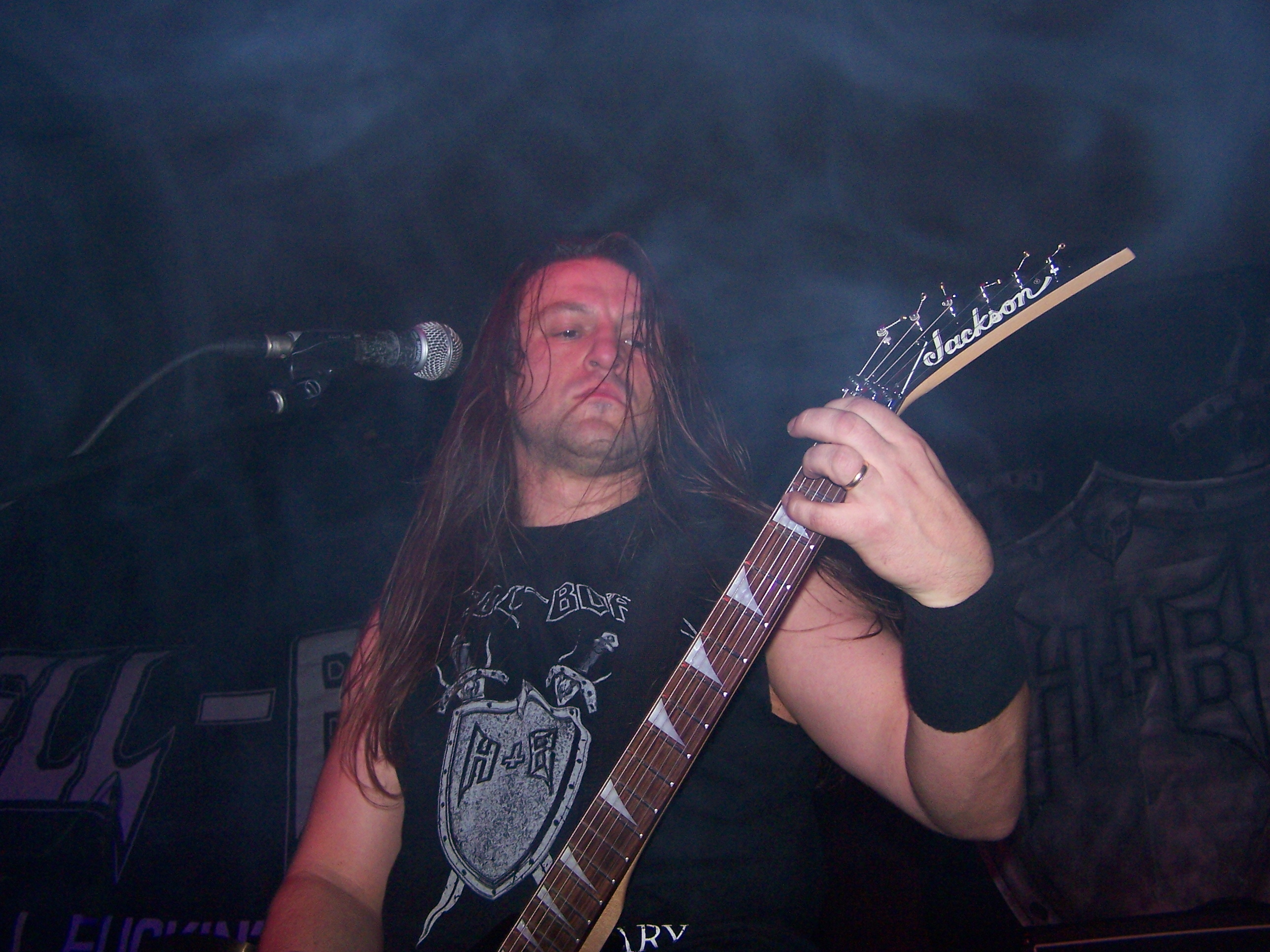
Jeff - gitarzysta Hell-Born podczas koncertu w katowickim klubie Mega

| Obecny skład zespołu - Adam "Baal" Muraszko – śpiew, gitara basowa, perkusja (od 1996) - Leszek "Les" Dziegielewski – śpiew, gitara, gitara basowa (od 1996) - Jacek "Jeff" Kubiak – śpiew, gitara, gitara basowa (od 2000) |  | Byli członkowie zespołu - Sebastian "Basti" Łuszczek – perkusja (2001-2003) - Krzysztof "Mały" Jankowski – perkusja (2003-2006) - Łukasz "Necrolucas" Boguszewicz – perkusja (2006) - Paweł "Paul" Jaroszewicz – perkusja |

## Dyskografia
- Hell-Born (EP, 1996, Pagan Records)
- Hellblast (2001, Pagan Records)
- The Call of Megiddo (2002, Conquer Records)
- Legacy of the Nephilim (2003, Conquer Records)
- Cursed Infernal Steel (2006, Conquer Records)
- Darkness (2008, Witching Hour Productions)
- Natas Liah (2021)